# Stadionul Toumba
Stadionul Toumba este un stadion multifuncțional din Salonic, Grecia, dar care este folosit în principiu pentru fotbal. Acesta este stadionul de casă al echipei de fotbal PAOK Salonic și are 28.706 locuri.